# Karin EE von Törne Haern
Karin Ebba Elisabet von Törne Haern född 1948 i Norrbottens län, är en svensk målare, tecknare och konstpedagog. 
Karin EE von Törne Haern har studerat vid Folkuniversitetet Uppsala för bland andra konstnärerna Ruby Nordström och Christer Kempe. Hon var originaltecknare och illustratör på Scandecor International AB 1975–1999.
Karin EE von Törne Haern finns representerad i samlingar hos Statens konstråd, Uppsala kommun, Gällivare kommun, Luleå kommun, Haparanda kommun, Kalix kommun, Stockholms läns landsting, Norrbottens läns landsting, Västernorrlands läns landsting, Rikspolisstyrelsen.
Hon är gift med Bertil Sundstedt.